# Øvre Eiker
Gmina Øvre Eiker (norw. Øvre Eiker kommune) – norweska gmina leżąca w regionie Buskerud. Jej siedzibą jest miasto Hokksund.
Øvre Eiker jest 220. norweską gminą pod względem powierzchni.

## Demografia
Według danych z roku 2005 gminę zamieszkuje 15 633 osób. Gęstość zaludnienia wynosi 34,14 os./km². Pod względem zaludnienia Øvre Eiker zajmuje 62. miejsce wśród norweskich gmin.
| ludność stan na 1 stycznia 2005 |         |           |        |
|                                 | kobiety | mężczyźni | razem  |
| osób                            | 7814    | 7819      | 15 633 |
| %                               | 49,98%  | 50,02%    | 100%   |

| wykształcenie stan na 1 października 2004 |        |         |        |        |
|                                           | podst. | średnie | wyższe | niezn. |
| osób                                      | 2954   | 7232    | 1970   | 299    |
| %                                         | 23,72% | 58,07%  | 15,82% | 2,4%   |

## Edukacja
Według danych z 1 października 2004:
- liczba szkół podstawowych (norw. grunnskolar): 8
- liczba uczniów szkół podst.: 2062

## Władze gminy
Według danych na rok 2011 administratorem gminy (norw. rådmann) jest Øyvind Hvidsten, natomiast burmistrzem (norw. ordfører, d. borgermester) jest Ann Sire Fjerdingstad.